# Diapetimorpha pronotalis
Diapetimorpha pronotalis là một loài tò vò trong họ Ichneumonidae.